# Svartingedalen
Svartingedalen er en sprækkedal på Bornholm øst for Hasle. Dalen er skovdækket. 
Svartingedal blev erhvervet af Fugleværnsfonden som naturreservat i november 2017. Området var engang en af øens absolutte turistattraktioner.[kilde mangler] På en skråning ligger en såkaldt jættebold – en kæmpestor vandreblok, hvorom det fortælles, at en svensk jætte kastede efter Clemens Kirke, men ramte ved siden af.
Den skovbevoksede sprækkedal rummer mange løvtræer, hvoraf en del af dem er op til 300 år gamle. Skoven har en høj diversitet, både hvad angår antal af ynglesteder og udbuddet af insekter og flora, som danner et godt grundlag for mange fuglearter. Udover områdets generelt store naturrigdom, er det en optimal ynglelokalitet for hulerugende fugle. Dalen har et rigt dyre- og planteliv med bl.a. fugle, sommerfugle og andre dyr samt naturlige forekomster af liden lærkespore, tyndakset gøgeurt og tre forskellige slags anemoner. Udover de mange hulerugende fugle, huser området ravn samt en lang række andre arter, primært skovfugle.